# Poa mathewsii
Poa mathewsii är en gräsart som beskrevs av Donald Petrie. Poa mathewsii ingår i släktet gröen, och familjen gräs. Inga underarter finns listade i Catalogue of Life.